# Raja Ahmad Xah
Raja Ahmad Xah fou un efímer sobirà farúquida de Khandesh, fill i successor de Miran Muhàmmad Xah I quan aquest va morir el 4 de maig de 1537. Era també nominal sultà de Gujarat del qual el seu pare encara no havia pres possessió.
Era menor i fou proclamat pels nobles però Miran Mubarak II, germà del difunt Miran Muhammad Xah I el va deposar immediatament (al cap de pocs dies o setmanes)